# Malajzia a 2018. évi téli olimpiai játékokon
Malajzia a dél-koreai Phjongcshangban megrendezett 2018. évi téli olimpiai játékok egyik részt vevő nemzete volt. Az országot az olimpián 2 sportágban 2 sportoló képviselte, akik érmet nem szereztek.

## Alpesisí
Férfi
| Versenyző    | Versenyszám      | 1. futam      | 1. futam      | 2. futam | 2. futam | Összesítés | Összesítés |
| Versenyző    | Versenyszám      | Idő           | Hely.         | Idő      | Hely.    | Idő        | Helyezés   |
| ------------ | ---------------- | ------------- | ------------- | -------- | -------- | ---------- | ---------- |
| Jeffrey Webb | Óriás-műlesiklás | 1:23,83       | 78.           | 1:23,84  | 70.      | 2:47,67    | 68.        |
| Jeffrey Webb | Műlesiklás       | nem ért célba | nem ért célba | kiesett  | kiesett  | kiesett    | kiesett    |

## Műkorcsolya
| Versenyző  | Versenyszám  | Rövid program | Rövid program | Kűr     | Kűr     | Összesítés | Összesítés |
| Versenyző  | Versenyszám  | Pont          | Hely.         | Pont    | Hely.   | Pont       | Helyezés   |
| ---------- | ------------ | ------------- | ------------- | ------- | ------- | ---------- | ---------- |
| Julian Yee | Férfi egyéni | 73,58         | 25.           | kiesett | kiesett | kiesett    | kiesett    |